# 大韓民国憲法第8章
大韓民国憲法第8章地方自治は大韓民国憲法で地方自治に対して記述している条項である。

## 構成
- 第117条（朝鮮語版） 自治権及び地方自治団体の種類
- 第118条（朝鮮語版） 地方自治団体の組織と運営